# Sarıyahşi
Sarıyahşi est une ville et un district de la province d'Aksaray dans la région de l'Anatolie centrale en Turquie.